# Birgit Kellner
Birgit Kellner (geb. 1969) ist eine österreichische Buddhismuskundlerin und Tibetologin.

## Leben
Kellner studierte Tibetologie und Buddhismuskunde an der Universität Wien, wo sie 1994  bei Ernst Steinkellner ihr Magisterstudium abschloss, sowie an der University of Hiroshima (Japan) unter Katsura Shōryū, bei dem sie 1999 promovierte. Nach einer Reihe von Forschungsprojekten, u. a. als Humboldt-Stipendiatin an der Universität Hamburg, sowie einer Gastprofessur an der University of California at Berkeley, trat sie 2010 eine Professur für Buddhismuskunde an der Universität Heidelberg innerhalb des Exzellenzclusters „Asia and Europe in a Global Context“ an. 2015 erhielt sie einen Ruf an die Österreichische Akademie der Wissenschaften als Direktorin des  Instituts für Kultur- und Geistesgeschichte Asiens in Wien.
Ihre wissenschaftliche Interessen gelten in erster Linie der philosophischen Analyse des indischen und tibetischen Buddhismus, im Speziellen der sogenannten pramāṇa-Schule, die auf die indischen Philosophen Dignaga und Dharmakirti zurückgeht und sich vor allem in Tibet in vielfältigen Formen erhalten hat. Sie berücksichtigt in ihrer Analyse nicht nur den philosophischen und historischen Kontext, sondern versucht auch, die allgemeine philosophische Bedeutung dieser Denkschule deutlich zu machen. 
Birgit Kellner wurde 2021 wirkliches Mitglied der philosophisch-historischen Klasse der Österreichischen Akademie der Wissenschaften (ÖAW). Sie ist Mitglied der Humboldt-Gesellschaft, Mitglied im wissenschaftlichen Beirat der Annali dell’Università di Napoli “L’Orientale” sowie Mitherausgeberin der Wiener Studien zur Tibetologie und Buddhismuskunde. Sie fungierte auch längere Zeit als Mitherausgeberin des Journal of the International Association of Buddhist Studies. 

## Publikationen (Auswahl)
- Jñānaśrīmitra’s Anupalabdhirahasya and Sarvaśabdābhāvacarcā: A Critical Edition with a Survey of his Anupalabdhi-Theory. Wien: Wiener Studien zur Tibetologie und Buddhismuskunde 67, 2007
- Nichts bleibt nichts. Die buddhistische Zurückweisung von Kumārilas abhāvapramāṇa. Übersetzung und Interpretation von Śāntarakṣitas Tattvasaṅgraha vv. 1647-1690 mit Kamalaśīlas Tattvasaṅgrahapañjikā sowie Ansätze und Arbeitshypothesen zur Geschichte negativer Erkenntnis in der indischen Philosophie. Wien: Wiener Studien zur Tibetologie und Buddhismuskunde 39, 1997